# Wilaya de Batna
Pour les articles homonymes, voir Batna (homonymie).
La wilaya de Batna (/bat.na/  ; en berbère : Tanebḍit n Tbatent ; en tifinagh : ⵜⴰⵏⴻⴱⴹⵉⵜ ⵏ ⵜⴱⴰⵜⵏⵜ ; en arabe : ولاية باتنة) est une wilaya située au nord-est de l'Algérie, dans la région des Aurès, dont le chef-lieu est la ville éponyme de Batna.

## Géographie

### Localisation
La wilaya de Batna est située au nord-est de l'Algérie, dans la région des Aurès. Elle est délimitée :
| Wilaya de Sétif  | Wilaya de Mila   | Wilaya d'Oum-El-Bouaghi |
| Wilaya de M'Sila | wilaya de Batna  | Wilaya de Khenchela     |
|                  | Wilaya de Biskra |                         |

### Transports
Le réseau routier de wilaya de Batna est passé de 495 km à l’indépendance à 3,500 km en 2012, dont 850 km de routes nationales.
La voie ferrée des Hauts-plateaux traverse la wilaya de Batna sur une distance de 200 km.

## Histoire
Le mausolée de Madracen date de 300 ans av. J.-C. Ce monument numide est le plus ancien mausolée de l'Algérie.
Des écrits romains[Lesquels ?] révèlent une partie de l'histoire des Aurès. Les Aurès étaient habités par les Libyens, les Gétules (Zénètes). La population des Aurès était appelée les Numides. Plusieurs conquérants se sont fondus dans la population[évasif] comme les Romains, les Vandales, les Byzantins et les Arabes. Plusieurs royaumes étaient établis avant l'arrivée des Romains dans la région des Aurès. Sous Massinissa, les Aurès faisaient partie du royaume de la Numidie.
Plusieurs révoltes berbères eurent lieu contre les Romains : Tacfarinas s'est révolté contre les Romains. Faraxen, venant du Djurdjura, attaque la Numidie romaine, avec l'aide de cinq tribus, les Quinquegentiani et les Babares et les tribus originaires des Aurès, du sud et du Hodna. Il est capturé à Lambèse, à 10 km de Batna, comme l'indiquent des inscriptions sur place[Lesquelles ?].
Les Vandales et les Byzantins vont influencer la région. Plusieurs révoltes sont recensées par les historiens dans la région des Aurès[Lesquels ?].
Lors de la conquête musulmane du Maghreb, la région s'islamise. Koceila et Dihya (Kahina) vont s'imposer dans la région et dans tout l'est de l'Afrique du Nord. Au VIIe siècle, d'après Ibn Khaldoun, les Aurès sont principalement habités des Aurébas tribu de Koceila, des Zénètes Djerawa tribu de la reine Kahina et des Houaras.
L'unité politique et administrative de la Berbérie Orientale et Centrale est en grande partie réalisée par Kusayla qui s'était converti à l'islam. Un conflit éclate entre ce chef berbère et le chef des armées omeyyades[Quand ?]. Kairouan est prise par Koceila, ce dernier s'est reconverti au christianisme. Oqba Ibn Nafaa tue Koceila. Dihya, dite la Kahina, prend la tête de la résistance. Issue de la tribu des Djerawa, une tribu zénète implantée dans les Aurès comme le furent plusieurs rois (agellid, pluriel igelliden) berbères de Numidie a été élue ou nommée à cette charge par le conseil de la confédération des tribus. Dihya tue Oqba Ibn Nafaa selon Ibn Khaldoun. Elle venge Koceila.
Dihya procède ainsi à la réunification de nombreuses tribus de l'Afrique du Nord orientale et du Sud. Dihya défait par deux fois la grande armée des Omeyyades grâce à l'apport des cavaliers des Banou Ifren. Elle règne sur tout l'Ifriqiya pendant cinq ans, avant d'être vaincue dans la dernière bataille contre les Omeyyades. Elle a été la seule femme de l'histoire à combattre l'empire omeyyade. Les Omeyyades demandent, en contrepartie, aux Zénètes de fournir 12 000 hommes de combat pour conquérir l'Andalousie, sans cela la guerre continue. L'intervention de Musa ben Nusayr règle le problème en nommant un aurassien  Tariq ibn Ziyad (Zénète de la tribu des Nefzaouas) à la tête de l'armée Zénètes et des autres berbères.
Après la défaite de la Kahina, la population des Aurès a adhéré aux principes de l'Islam. le commandant Musa ben Nusayr augmenta son contingent militaire en intégrant des Berbères des Aurès nouvellement convertis pour convertir les autres populations  sous la direction du berbère Nefzaoua Tariq ibn Ziyad.
Plusieurs conflits entre les Berbères et les autres dynasties arabes (Omeyyades, Fatimides, Abbassides) sont signalés par les historiens dans la région des Aurès comme Al Bakri et Ibn Khaldoun. Abu Yezid de la tribu des Banou Ifren renverse les Fatimides avec l'aide des tribus Zénètes des Aurès. Mais, il est vaincu par les Zirides alliés au premier temps aux Fatimides.
Les Hilaliens gagnent la bataille contre les Berbères. À la suite d'un arrangement entre les deux parties, les Hilaliens venus avec leurs familles vont vivre avec les Berbères avec parfois des tensions entre les deux. Il s'ensuit une période d'unification avec la dynastie des Almohades (dynastie berbère). Les Hafsides(dynastie berbère) prennent toute la région jusqu'à l'arrivée des Ottomans.
Sous la colonisation française, plusieurs révoltes (Ahmed Bey, les Zaatchas, les mouvements nationalistes algériens, etc.) se déclenchent dans les Aurès. Pendant la guerre d'Algérie, les Aurès abritent plus de 20 000 maquisards, ce qui en fait l'une des places fortes indépendantistes lors des combats contre l'armée française, qui ne parvient pas à reprendre le contrôle de la région.

## Organisation de la wilaya

Organisation territoriale de la wilaya.

### Walis
Le poste de wali de la wilaya de Batna a été occupé par plusieurs personnalités politiques nationales depuis sa création le 16 mai 1963 par le décret no 63-189 qui organise le territoire algérien en un nombre de quinze wilayas.
| N° | Wali                     | Début             | Fin               |
| -- | ------------------------ | ----------------- | ----------------- |
| 1  |                          | 17 juin 1962      | 10 juillet 1962   |
| 2  |                          | 10 juillet 1962   | 23 octobre 1962   |
| 3  | Abdelkrim Nouri          |                   | 25 mars 1964      |
| 4  |                          | 4 mars 1964       | 1er juillet 1964  |
| 5  |                          | 11 juillet 1964   | 27 janvier 1965   |
| 6  | Abdelghani Akbi          | 27 janvier 1965   | 22 juillet 1965   |
| 7  | Abdelaziz Boulkroun      | 27 juillet 1965   | 29 août 1970      |
| 8  | Noureddine Sahraoui      | 10 janvier 1977   | 30 novembre 1980  |
| 9  | Boumehdi Benyoucef       | 1er décembre 1980 | 31 juillet 1982   |
| 10 | Mohamed Serradj          | 31 juillet 1982   | 14 juillet 1987   |
| 11 | Abdelkader Khelifa       | 14 juillet 1987   | 26 juillet 1989   |
| 12 | Mohamed Seghir Hamrouchi | 26 juillet 1989   | 30 juin 1994      |
| 13 | Mohamed Chérif Djebbari  | 30 juin 1994      |                   |
| 14 | Rachid Fatmi             | 22 août 1999      | 4 août 2001       |
| 15 | Abdelkader Ouali         | 4 août 2001       | 11 août 2005      |
| 16 | Abdelkader Bouazghi      | 11 août 2005      | 30 septembre 2010 |
| 17 | Hocine Mazouz            | 30 septembre 2010 | 22 juillet 2015   |
| 18 | Mohamed Salamani         | 22 juillet 2015   | juillet 2017      |
| 19 | Abdelkhalek Siouda       | juillet 2017      | 22 avril 2019     |
| 20 | Farid Mehamdi,           | avril 2019        | 20 janvier 2020   |
| 21 | Toukik Mezhoud           | 20 janvier 2020   | 14 septembre 2022 |
| 22 | Mohamed Benmalek         | 14 septembre 2022 | en cours          |

### Daïras de la wilaya de Batna
La wilaya de Batna compte 21 daïras.

### Communes de la wilaya de Batna
La wilaya de Batna compte 61 communes.

## Population
La wilaya de Batna occupe le 5e rang avec une population de 1 128 030 habitants en 2008. La wilaya, et plus largement la région des Aurès, est principalement peuplée de berbères chaouis, souvent trilingues parlant chaoui, arabe algérien et français.

### Pyramide des âges
| Hommes | Classe d’âge | Femmes |
| ------ | ------------ | ------ |
| 0,49   | 80 ans et +  | 0,48   |
| 1,21   | 70 à 79 ans  | 1,23   |
| 1,77   | 60 à 69 ans  | 1,8    |
| 3,43   | 50 à 59 ans  | 3,37   |
| 5,04   | 40 à 49 ans  | 5,25   |
| 6,80   | 30 à 39 ans  | 6,88   |
| 10,74  | 20 à 29 ans  | 10,39  |
| 11,29  | 10 à 19 ans  | 10,84  |
| 9,69   | 0 à 9 ans    | 9,25   |
| 0,02   | nd           | 0,03   |

## Ressources hydriques

### Barrages
Cette wilaya comprend les barrages suivants :
- Barrage de Koudiet Lamdaouar[19].
- Barrage de Maafa.

Ces barrages font partie des 65 barrages opérationnels en Algérie alors que 30 autres sont en cours de réalisation en 2015.

## Santé
- Hôpital Touhami Benflis de Batna[22].
- Hôpital d'Arris 1.
- Hôpital d'Arris 2.
- Hôpital de Mohamed Boudiaf de Barika.
- Hôpital de Amirat Slimane de Barika.
- Hôpital de Aïn Touta.
- Hôpital de Ali Nemer de Mérouana.
- Hôpital de Ziza Massika de Mérouana.
- Hôpital de N’Gaous.
- Hôpital d'El Madher.

## Économie

### Ressources naturelles et gisements
La wilaya dispose de ressources minières telles que des mines d'agrégats dolomite et de marbre, ainsi que des sites de production de plâtre Gypse.

### Agriculture et pêche
La wilaya est à vocation agro-pastorale, la céréaliculture est la principale culture effectuée dans la wilaya et dont la superficie représente 38,08 % de la superficie agricole de la wilaya. L’apiculture et l’aviculture sont combinées à l’élevage d'ovins.
L’abricotier est surtout présent dans la région de N'Gaous, et l'olivier et le pommier dans la région d'Arris. Un centre pour la pêche continentale est prévu à proximité du barrage de Koudiet Lemdouar de Timgad sur un espace de 2 000 m2. La production d’abricots est évaluée à 500 000 quintaux pour la récolte de 2011, tandis que la production d’olivier à plus de 186 000 quintaux pour la même année.
La surface agricole exploitée est passée de 70 000 hectares en 1962, à 422 000 ha en 2011. Durant la même période, les superficies irriguées sont passées de 1 500 ha à 50 000 ha et les vergers de 700 ha à 21 000 ha. Le secteur de l’agriculture emploie 12 000 personnes dans la wilaya. Elle dispose du barrage de Barrage de Koudiet Lamdaouar d'une capacité de 70 millions de mètres cubes.

### Tourisme

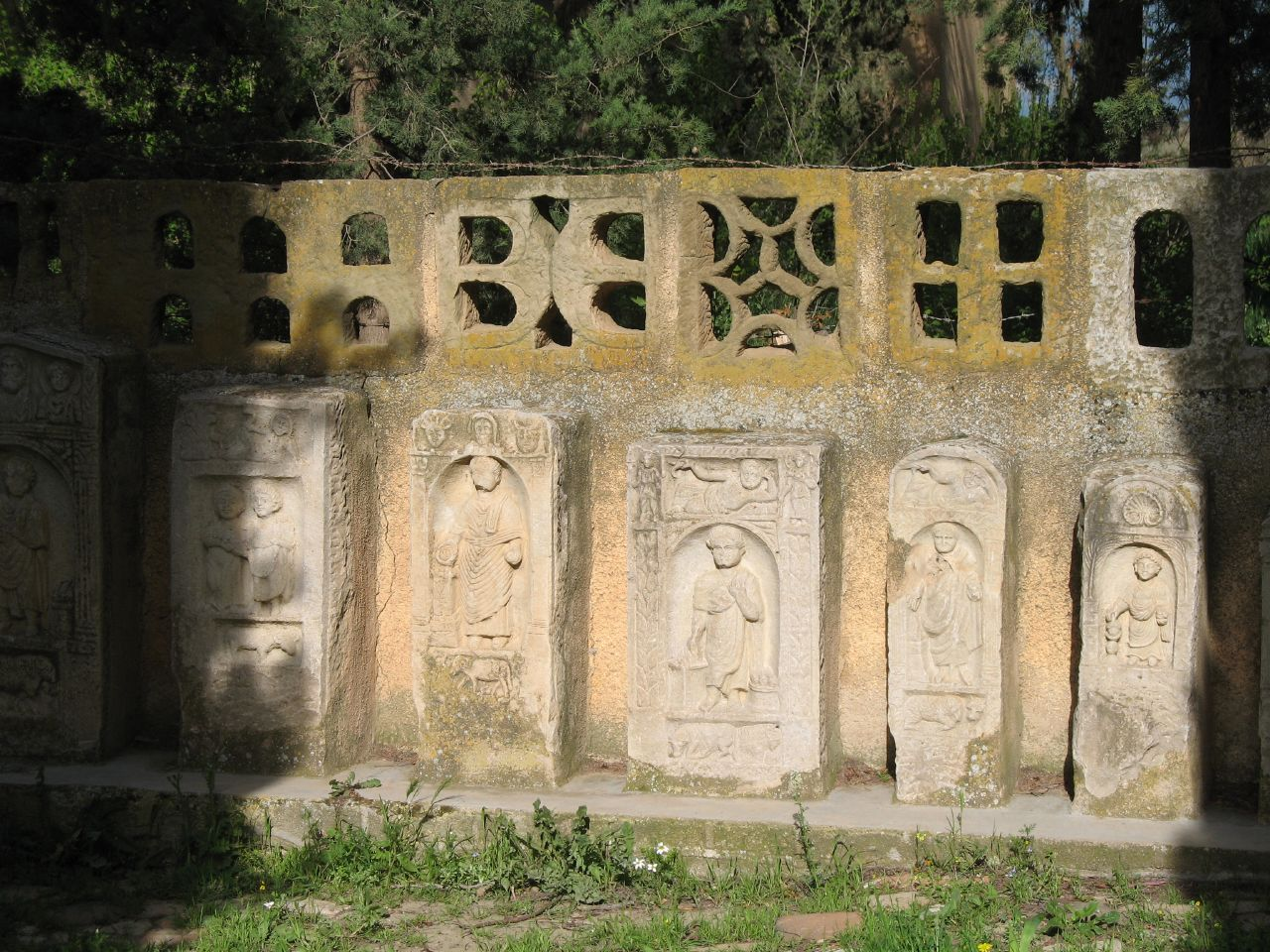
Tombes romaines à Timgad

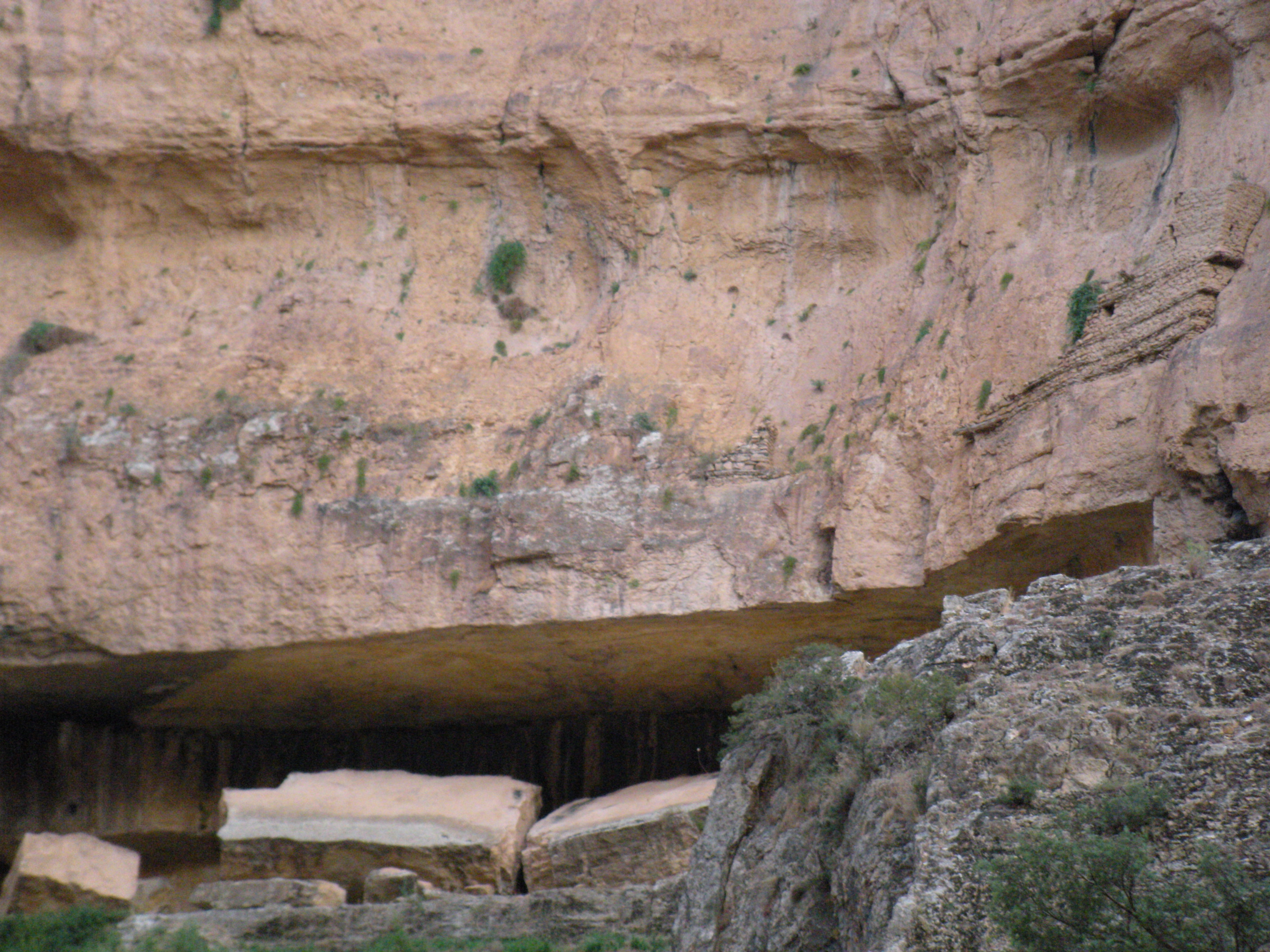
Grottes troglodytes de Maafa avec vue sur la grotte et sur le reste de l'habitation construite à même la paroi

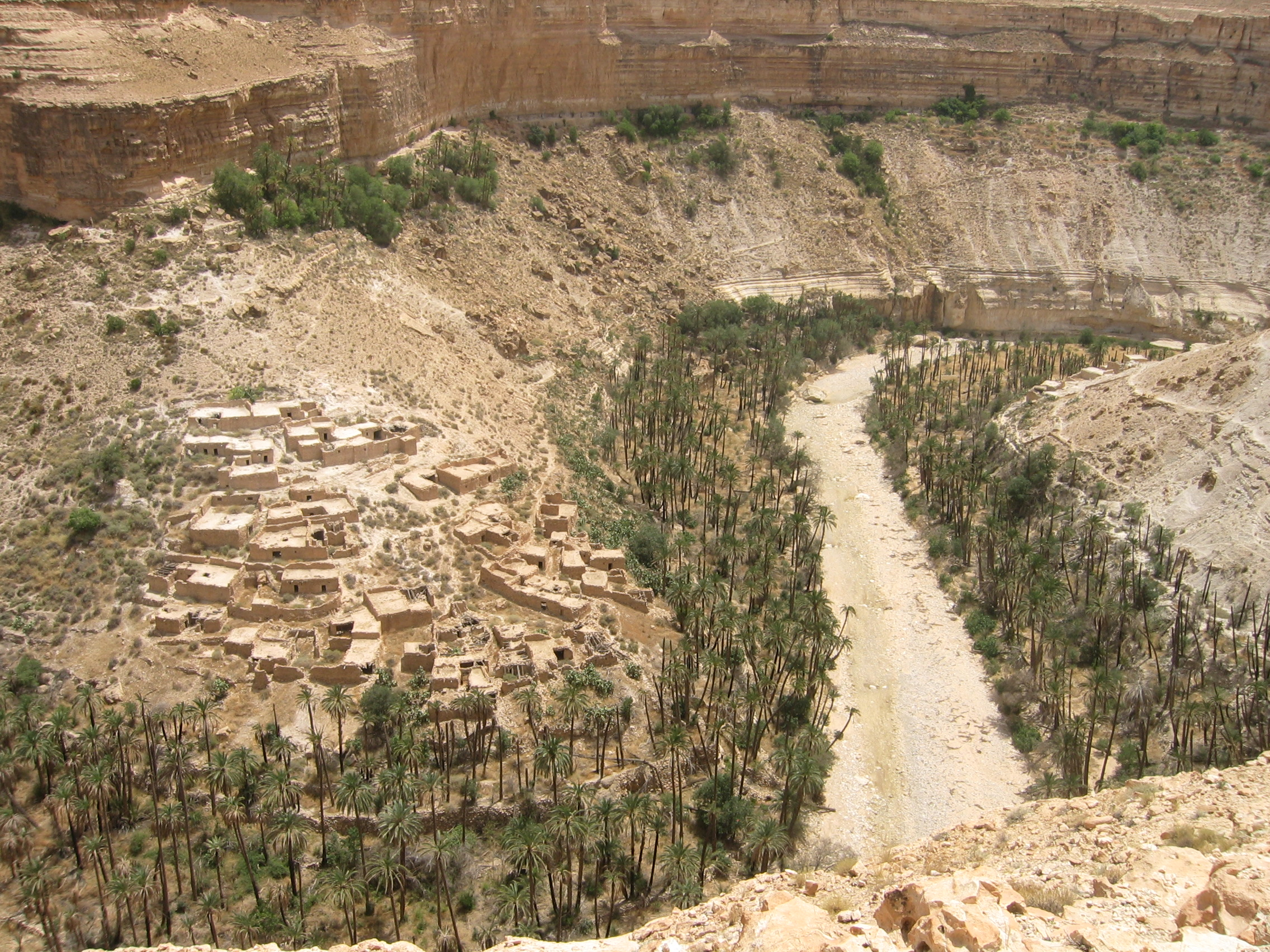
Ancien village d'Ait Mimoune (Ouled Mimoune)

- Madracen (à 35 km au nord-est de Batna près de Ain Yagout), ce lieu est aussi connu sous le nom de Medghassen (IIIe siècle et IVe siècle av. J.-C.).
- Les sites de Timgad (du Ier siècle apr. J.-C.). Timgad fut la principale ville romaine d'Afrique sous Trajan, capitale.
- Les vestiges de Zana Amellalet (ou Zana el Beïda), l'arc de triomphe de l'empereur romain Macrin (Marcus Opellius Macrinus) originaire de la région[26].
- Le site de  Merkouna, endroit où repose la reine Kahina, d'après la légende. De plus, l'arc de triomphe romain se trouve à cet endroit.
- Les dolmens de Chemora et de Seriana.
- Lambèse, ancienne capitale numide en Afrique du Nord, elle sera transférée à Cirta en 315.
- N'Gaous, ancienne ville romaine.
- Le massif montagneux de Belezma, le Ksar des Mazatas  et l'ancienne ville et capitale de Tobna.
- Le fort byzantin de Belezma
- Le bassin romain d'Arris ainsi que son fameux pont d'architecture romaine.
- Les villages berbères de Baali en escalier[27]
- Les grottes troglodytes de Ghoufi et de Maafa
- Les Gorges du Ghoufi
- La Forêt de Bouhmama
- Plusieurs greniers anciens de milliers d'années qui servent à garder la nourriture
- La tapisserie et la bijouterie berbères
- L'ancienne ville de Maghra
- M'doukel avec ses anciens Ksour et sa palmeraie
- Le Mausolée dédié à la mémoire de Mostefa Ben Boulaïd
- Le monument dédié à la mémoire de Mohamed Tahar Abidi (Colonel El Hadj Lakhdar)
- La place commémorative du déclenchement  de la révolution algérienne le 1er novembre 1954 dans la ville de Batna
- Musée du Moudjahid dans la ville de Batna[28]
- Musée de Timgad dans la ville de Timgad[29].
- Musée de la ferme Lucas dans la commune de Djerma[30].
- Musée de Tazoult dans la ville de Tazoult[31].
- Le Chott el Hodna est un lac d'une vaste étendue (environ 8 500 km2 cuvette comprise) selon la saison entièrement salé situé à 400 mètres d'altitude. Il est partagé entre la Wilaya de M'Sila pour 1 000 km2 et la Wilaya de Batna pour 100 km2[32],[33],[34].
- Les Moulins à eau de R'haouet, dont il ne reste plus que deux ou trois en état de fonctionner. Les autres sont inexploités[35].

### Thermalisme
La wilaya de Batna dispose de huit sources thermales d'eau chaude :
- Le hammam Guedjima à Gosbat est réputé pour son eau chaude, dont la température avoisine les 40,8 °C. C'est l'un des plus chauds d'Algérie[37]. Malgré ses 150 visiteurs quotidiens, il souffre d'un déficit de promotion et d'investissement pour se développer. Un tiers de sa capacité d'eau est exploitée, le reste étant utilisé pour l'arrosage des cultures agricoles.
- La source thermale d'Aïn El Hammam (Kechbi) dans la commune d'Ouled Si Slimane d'une température de 32 °C et d'un débit de 12 litres par seconde[38].
- La source thermale de Saïda dans la daïra de N'Gaous d'une température de 63 °C et d'un débit de 18 litres par seconde. C'est l'une des plus chaudes d'Algérie[38].
- La source thermale Chabora à Kimmel dont la température et le débit des eaux sont à l'étude[38].
- La source thermale de Kesrou à Fesdis.
- Le hammam El Bouzani près d'Ouled Fadel
- La source thermale Oughendja à Timgad
- Le hammam Ouled Aïcha à Tighanimine

Ces sources sont pour la plupart sous-exploitées. La direction du tourisme de la wilaya a entrepris des actions pour les moderniser et sortir du contexte de l'exploitation traditionnelle à l'horizon 2010,. Des pistes viennent d'être construites pour permettre aux visiteurs d'atteindre ces stations thermales, situées pour la plupart en altitude et très peu accessibles.

## Patrimoine

### Patrimoine environnemental

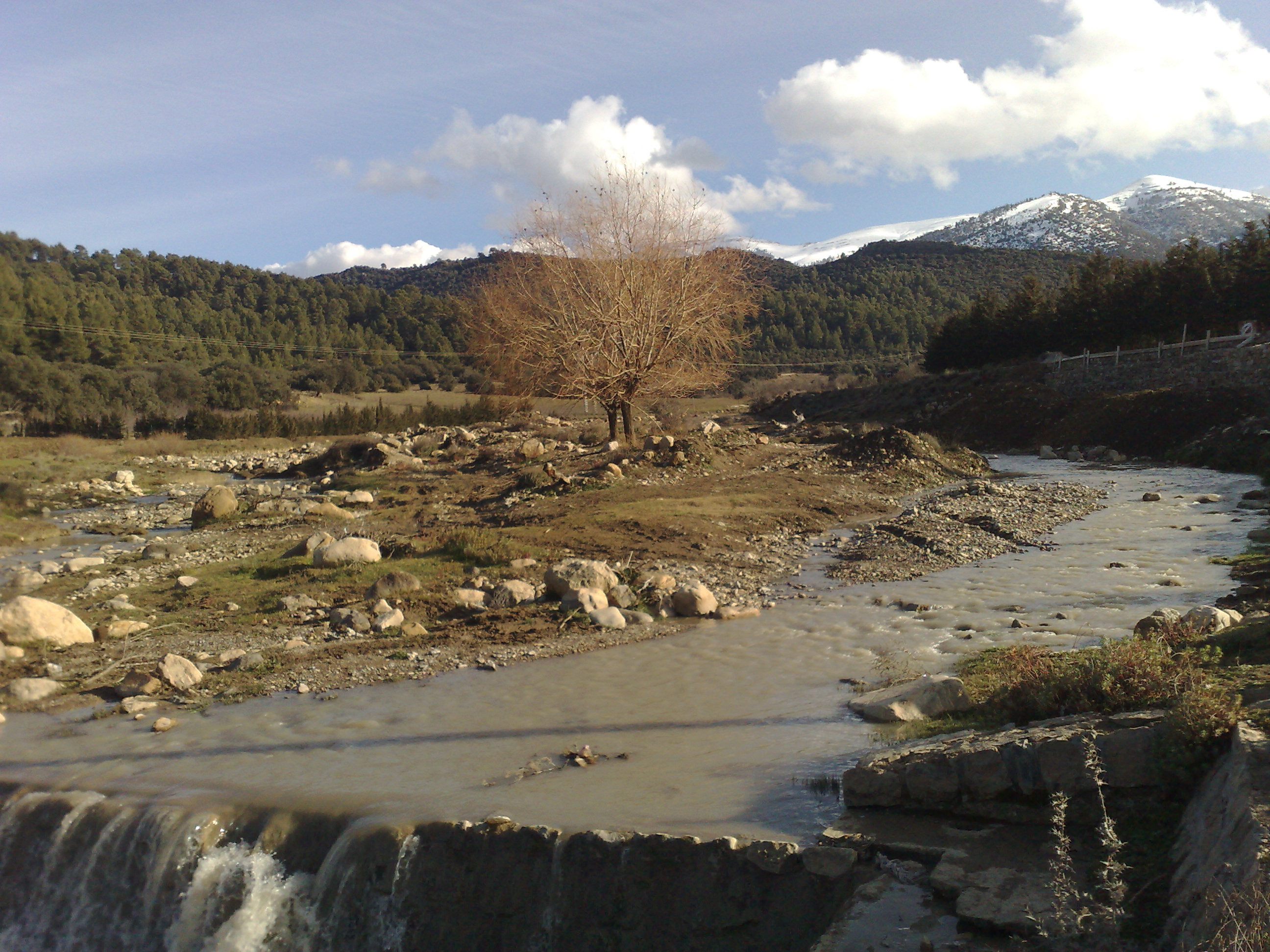
La forêt de Kimmel entre la wilaya de Batna et Khenchela.

La wilaya est au cœur de la chaîne de montagnes des Aurès. Ainsi, la wilaya compte de nombreux monts (ou djebel en arabe) parmi les plus hauts du pays dont le Chélia, situé à la limite de la wilaya de Khenchela et d'une altitude de 2 328 mètres, qui est le plus haut sommet enneigé d'Algérie et également le djebel Lazreg (1 937 m), et le djebel Mahmel (2 321 m).
Le parc national de Belzma dispose d'une cèdreraie, la végétation y est dense et diversifiée. La faune et la flore de ce milieu  typique de l'étage subalpin et de l'étage alpin contrastent nettement avec le sud de l'Aurès, dont la géographie s'apparente plutôt à celle des Rocheuses aux États-Unis,,.
Le parc animalier de Djerma ou zoo de Seriana près de Batna sert de porte d'entrée au parc national de Belzma, les deux parcs se chevauchant.
Les Aurès sont un véritable château d'eau naturel. Sur la seule Wilaya de Batna près d'un milliard deux cents millions de mètres cubes d'eau sont captés chaque année et ce chiffre ne correspond même pas à la moitié du volume d'eau disponible. Plusieurs sources d'eau froide sont exploitées à Batna (Batna Waters) dont la plus célèbre est l'Eau minérale Batna. Son exploitation a été rachetée par le Groupe Attia

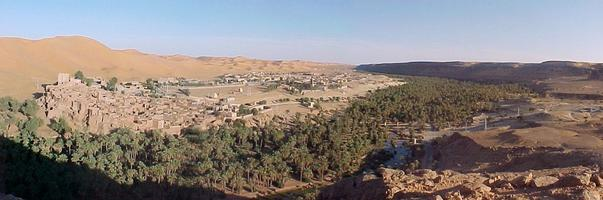
Photographie prise des hauteurs de la commune de M'doukel avec vue sur la palmeraie et de ses ksour

### Sites classés à l'UNESCO

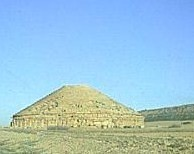
Le Medracen (Imedghacen), sépulture des rois Numides.

- Timgad (thamugadi  sous l'Empire romain), la plus grande ville romaine après Rome, est l'un des seuls sites romains à avoir conservé ses édifices et ses pierres d'origine. Il a été déclaré partie du Patrimoine mondial de l'UNESCO en 1962[47].
- Le Parc des Aurès, avec les établissements oasiens[Quoi ?] des gorges du Ghoufi et d'El Kantara, est sur la liste d'attente pour un classement au patrimoine mondial de l'UNESCO depuis le 30 décembre 2002 en compagnie de cinq autres sites algériens[48].
- Les Mausolées royaux de Numidie, le Mausolée royal de Maurétanie, le Medracen (ainsi qu'à proximité une nécropole sur une distance de deux km et une dizaine de tumulus) et les monuments funéraires pré-islamiques sont également sur cette liste[48].